# Vliet (Frankrijk)

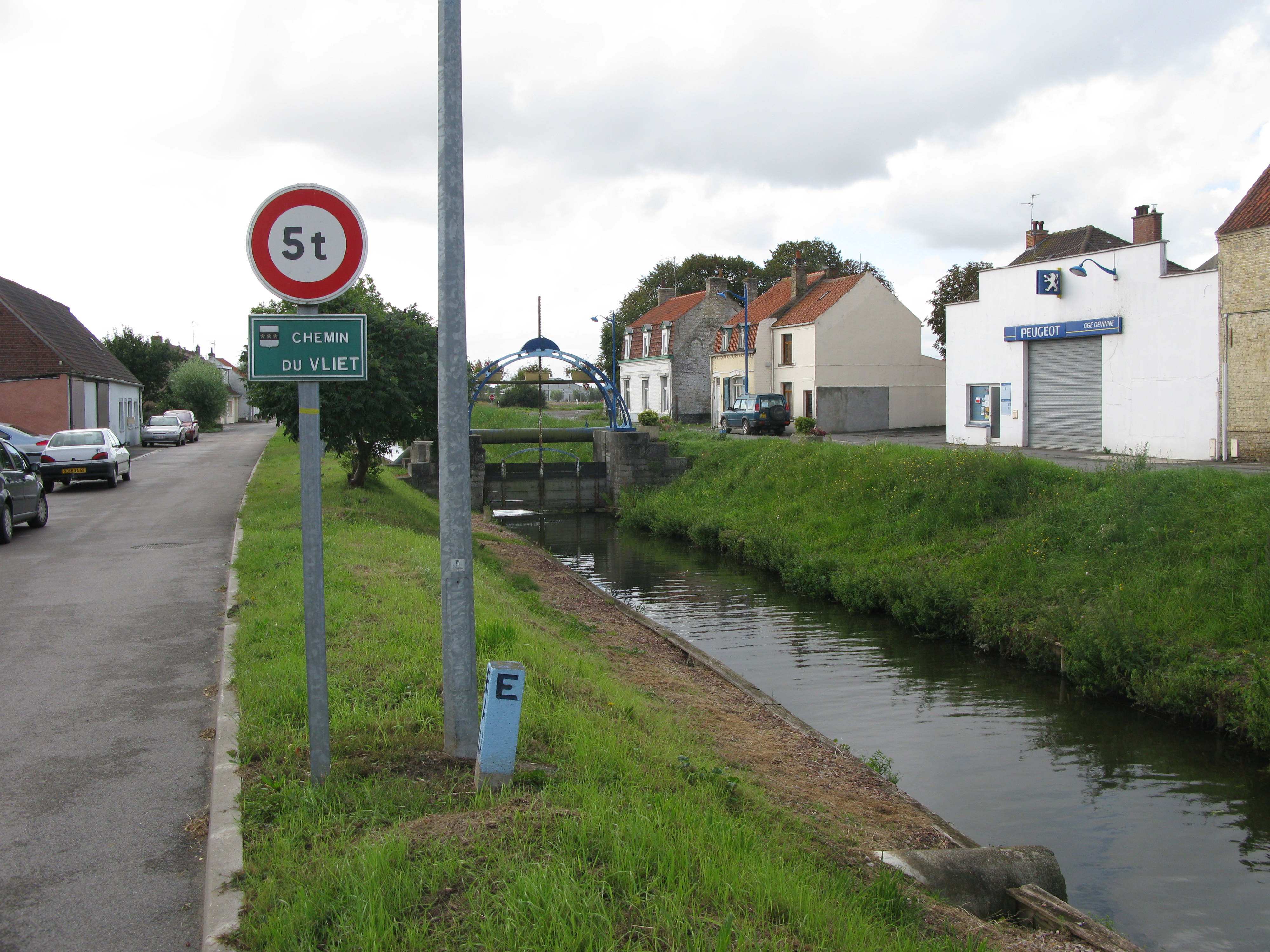
De Vliet in Koppenaksfoort.

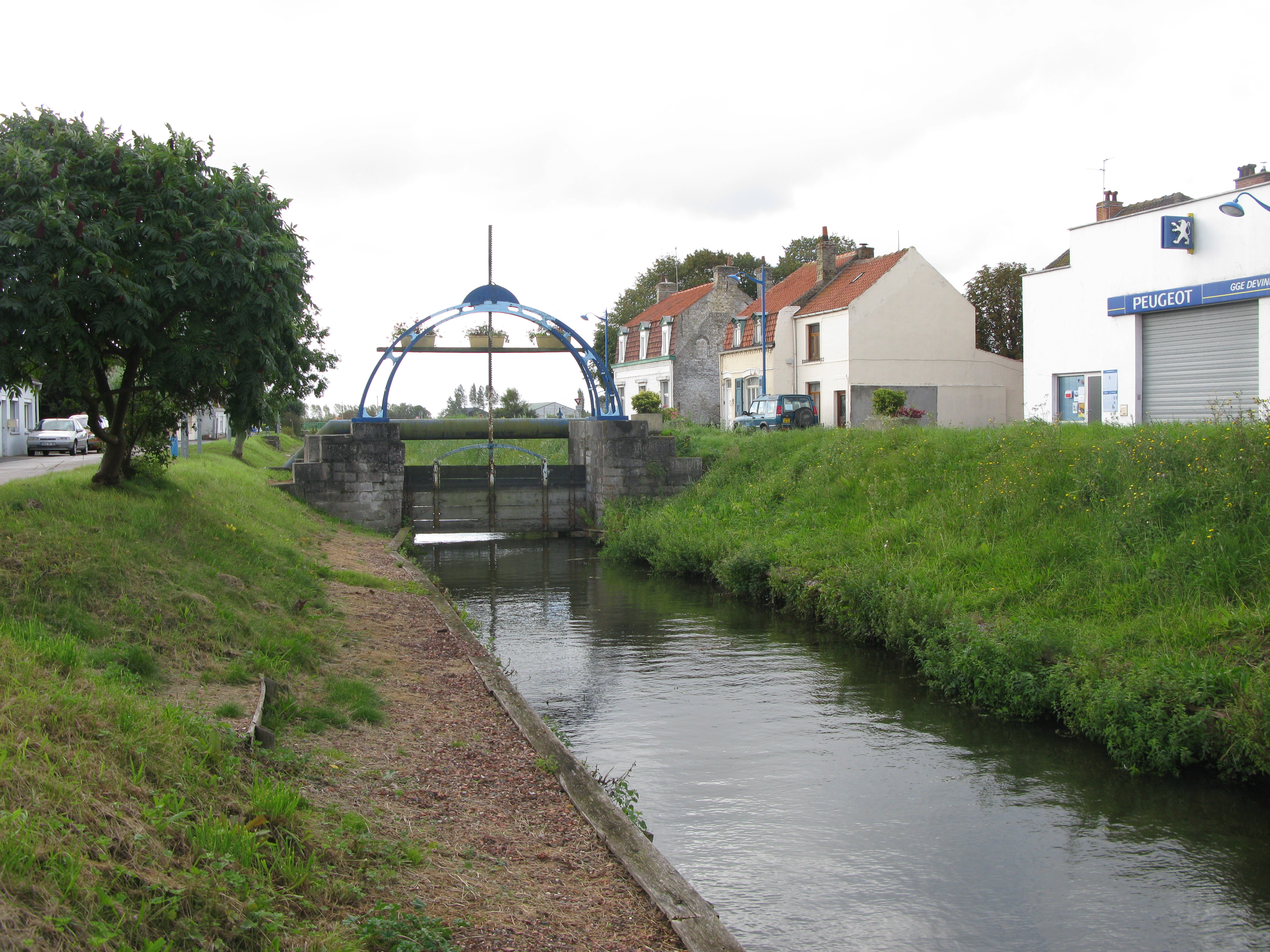
Ander zicht op de Vliet.

De Vliet is een waterloop in Frans-Vlaanderen. Het vormt de grens tussen de gemeenten Broekkerke en Broekburg in het gehucht Koppenaksfoort. De Vliet watert af in de Broekburgvaart.
De Vliet loopt gedeeltelijk vrijwel parallel aan het Afleidingskanaal van de Kolme.